# Naturschutzgebiet Finkenstein
Das 6,18 Hektar große Naturschutzgebiet Finkenstein liegt nördlich von Neuburg an der Donau, im Gebiet des Ortsteils Bittenbrunn.
Auf dem hellen Juravorsprung am Nordufer der Donau findet man eine vielgeschichtete Flora und Fauna, besonders viele mediterrane Arten. Es ist der weltweit einzige Standort des Bayerischen Federgrases (Stipa bavarica). Auch gibt es hier Türkenbund (Lilium martagon), Frauenschuh (Cypripedium calceolus), Küchenschelle (Pulsatilla vulgaris) und Diptam (Dictamnus albus).
An zahlreichen Stellen des Naturschutzgebiets hat man einen guten Blick über das Donautal.